# Neobisium tzarsamueli
Neobisium tzarsamueli är en spindeldjursart som beskrevs av Bozidar P.M. Curcic och Dimitrijevic 2006. Neobisium tzarsamueli ingår i släktet Neobisium och familjen helplåtklokrypare. Inga underarter finns listade i Catalogue of Life.